# Kazuo Kumakura
Kazuo Kumakura (熊倉一雄, Kumakura Kazuo, 30 janvier 1927 - 12 octobre 2015) est un acteur japonais, notamment acteur de voix, et metteur en scène japonais qui a travaillé pour le Théâtre Echo.

## Biographie
Le 12 octobre 2015, Kazuo Kumakura meurt à l'âge de 88 ans.

## Filmographie

### Voix d’anime
- Le Roi Léo (1965) (Dick)
- Super Jetter (1965) (Matabee Saigou)
- Marine Boy (1969) (Docteur Akkeran)
- The Ultraman (1979) (Professeur Henry Nishiki)
- Astro, le petit robot (1980) (Higeoyaji)
- Alexander (1999) (Diogène de Sinope)
- Monster (2004) (The Baby)

### Film d'animation
- Panda Petit Panda (1972) (Papanda)
- Phénix, l'oiseau de feu (1980) (Docteur Saruta)
- Nobita and the Steel Troops (1986) (Doctor)
- Royal Space Force: Les Ailes d'Honnéamise (1987) (Prince Toness)
- Bonobono (1993) (Père de Kuzuri-kun)

### Jeux vidéo
- Kingdom Hearts (2002) (Monsieur Smee, Geppetto)
- GeGeGe no Kitarō: Ibun Yōkai Kitan (2003) (Medama Oyaji)
- Kingdom Hearts 2 (2005) (Cogsworth)
- Kingdom Hearts Birth by Sleep (2010) (Monsieur Smee, Doc)
- Kingdom Hearts 3D: Dream Drop Distance (2012) (Geppetto)

### Rôles de doublage

#### Film en prise de vues réelles
- Alfred Hitchcock présente (série télévisée, 1955) (Alfred Hitchcock)
- Hercule Poirot (série télévisée) (Hercule Poirot (David Suchet))
- Elephant Man (film) (Bytes (Freddie Jones))
- Pour l'amour du risque (Max (Lionel Stander))
- Perdus dans l'espace (série télévisée) (Docteur Zachary Smith (Jonathan Harris))
- Le Magicien d'Oz (film, 1939) (édition NHK) (Professeur Marvel, The Doorman, The Cabby, The Guard, The Wizard of Oz (Frank Morgan))